# Quimbele
Quimbele ist eine Stadt und ein Landkreis in Angola.

## Verwaltung
Quimbele ist Sitz eines gleichnamigen Landkreises (Município) in der Provinz Uíge. Der Kreis hat 299.262 Einwohner (hochgerechnete Schätzung 2014). Die Volkszählung 2014 soll fortan gesicherte Bevölkerungsdaten liefern.
Der Kreis Quimbele setzt sich aus vier Gemeinden (Comunas) zusammen:
- Alto-Zaza
- Cuango
- Icoca
- Kimbele

## Söhne und Töchter der Stadt
- Alberto Correia Neto (* 1949), Diplomat, seit 2011 Angolanischer Botschafter in Berlin
- Amadeu Antonio (1962–1990), bekannt gewordenes Opfer rassistischer Gewalt im wiedervereinten Deutschland
- ENG.Ymilenio Francisco Delge Vicente (1975 – Erfinder der TS Investments und Gründer der Angolaturismo.com)
- Dr Joaquim Domingos Vicente (1954–2007 – Gründer ANA Quimbele ONG)